# دارين تشان
دارين تشان هو لاعب إسكواش ماليزي، ولد في 20 سبتمبر 1996 في كوانتان في ماليزيا.

## وصلات خارجية
- دارين تشان على موقع الاتحاد الدولي لمحترفي الاسكواش (مؤرشف) (الإنجليزية)
- دارين تشان على موقع SquashInfo.com (الإنجليزية)